# Fabian Wilkens Solheim
Fabian Wilkens Solheim (Oslo, 10 de abril de 1996) es un deportista noruego que compitió en esquí alpino, especialista en la modalidad de eslalon.
Participó en los Juegos Olímpicos de Pekín 2022, obteniendo una medalla de bronce en la prueba de equipo mixto. Ganó una medalla de oro en el Campeonato Mundial de Esquí Alpino de 2021, en la misma prueba. 

## Palmarés internacional
| Juegos Olímpicos   | Juegos Olímpicos           | Juegos Olímpicos  | Juegos Olímpicos |
| Año                | Lugar                      | Medalla           | Prueba           |
| ------------------ | -------------------------- | ----------------- | ---------------- |
| 2022               | Pekín (China)              | Medalla de bronce | Equipo mixto     |
| Campeonato Mundial |                            |                   |                  |
| Año                | Lugar                      | Medalla           | Prueba           |
| 2021               | Cortina d'Ampezzo (Italia) | Medalla de oro    | Equipo mixto     |